# 13 Organisé 2
Albums
Le Classico organisé
(2021)
13'Organisé
13'Organisé
(2020)
Singles
1. Bande organisée 2
Sortie : 15 août 2024

13 Organisé 2 est un album de rap français faisant suite à 13'Organisé, sorti le 4 octobre 2024 soit quatre ans après le premier du nom.

## Contexte
En 2020, Jul annonce la sortie de 13'Organisé.
En 2021, le classico organisé voit le jour.
Le 15 août 2024, Jul annonce la sortie de 13 Organisé 2 avec la sortie du single Bande organisée 2,.
Sur ce second album, Jul réunit 150 artistes originaires de Marseille. Une semaine après la sortie, l'album réalise plus de 14 500 ventes.

### Pochette de l'album
La pochette de l'album est aux couleurs de Marseille ainsi que de l'Olympique de Marseille.

## Liste des titres
Sauf indication contraire ou complémentaire, les informations mentionnées dans cette section peuvent être confirmées par la base de données MusicBrainz.
| 1. | Mental 13               | TK, So La Zone, Missan, Jul, YL, Soso Maness, Kamikaz & Elams                                           | 5:22 |
| 2. | Rolex présidentielle    | TK, Jul, Alonzo, Fahar, L'Algérino, SAF, Gambino & Veazy                                                |      |
| 3. | Sous le soleil          | Sat, L'Algérino, Jul, Fahar, Alonzo, Le Rat Luciano, Menzo, Don Choa, A.S., Vincenzo, Soprano & DJ Djel |      |
| 4. | Bande Organisée 2       | SCH, Kofs, Jul, Alonzo, Naps, Soso Maness, Elams, Solda & Houari                                        |      |
| 5. | Wesh Guy                | Jul, Benny, Le Rat Luciano, Stony Stone, Abdi, D'la SF, JMK$, Tiki's, Steban & NIC                      |      |
| 6. | Respectés dans le monde | DJ Djel, Shurik’n, Alonzo, Le Rat Luciano, Soprano, L'Algérino, Akhenaton, Jul & Sat                    |      |
| 7. | Besoin de toi           | Alonzo, Jul, Kenza Farah, Moubarak, Naps, Léa Castel & Houari                                           |      |
| 8. | Eh oué mon sang         | Jul, R.E.D.K, Le Rat Luciano, TK, Houari, NIA, Kamikaz & A.S.                                           |      |
| 9. | J'oublie pas            | Jul, Kalash l’Afro, Kofs, Picrate, S.A.T., Boss One, El Matador, Belek, Sheir, Vincenzo & Kenza Farah   |      |

| 1. | Miné               | Jul, Gambino, Sauzer, Belir, Manny, Naps, miklo & Tonyno                        |  |
| 2. | Cali au soleil     | Jul, Makiavel, TK, 100 Blaze, Metah, Messao, Kilam Salman & Dika                |  |
| 3. | Il est l'heure     | Emkal, Sirine LV, DA, Diego, Badri, Le Youss, Fabio, L'Antidote LaFamille & Jul |  |
| 4. | Faya               | Zamdane, Seven G, Jul, FAYV, Panther, Badjoe, Bino & Eska                       |  |
| 5. | Mentalité Sosa     | Le Rat Luciano, Jhonson, Jul, Zino Rue, Kolo la R, L.O., Kid & Zino La Swija    |  |
| 6. | Miséria            | JOZAR, Brigante, Jul, Allen Akino, Relo, smy, Cacou & Lorenzo la Rafale         |  |
| 7. | Mélodie des loups  | Thabiti, Zamdane, ACHIM, Jul, Zbig, Bambi, Skyzzy & Tipik                       |  |
| 8. | Tôt ou tard        | Friz, Bano, Naps, OMR, Kemano, Jul, Oussagaza & Veazy                           |  |
| 9. | Ce monde est cruel | S.A.T., Jul, Fahar, Obsen, Menotte, Mazen, Reso, Banguiz & Khalid-Kelkal        |  |

| 1. | Affaire classée        | Sysa, TK, 2Bang, Hiitch, Djiha, Drime, Dadinho & Jul                              |  |
| 2. | Tour du monde          | Jul, Alonzo, Veazy, Don Choa, D.H., Bilk, Stone Black, Jocksmoke & Khalid-Kelkal  |  |
| 3. | 4 motion               | Solda, AM La Scampia, Jul, Fahar, Veazy, Graya, Moubarak, A-Deal & Bouga          |  |
| 4. | Marseille résonne      | Tony la famille, Jul, Dibson, Lebeey, Hollis L’Infâme, Mino & Le RR               |  |
| 5. | Mode sport             | Rachton Alacho, Le Rat Luciano, Jul, KLS, Le K, Zaka Lavista, Saliente & Ger      |  |
| 6. | Les méchants de la rue | Jul, Tazz, TK, Teddy, Don Choa, Laniac, Zak, Jo Popo & DerK16                     |  |
| 7. | Couronnés              | Mena, Jul, Raisse, Gino 1313, Sparrow, 100VISAGES, K6M, La Crapule, FGZ & BENE6T  |  |
| 8. | Remontada              | Solda, Laetitia Bay, Jul, Yas, Le Loup, Wanted, NIB, Processus Verbal & Fadatcher |  |
| 9. | Freestyle part. 1      | Akhenaton                                                                         |  |

| 1. | Freestyle part. 2 | Missan, Graya, Jul, So La Zone, Elams, Alonzo, Skyzzy, Mazen, Thabiti, Zbig, Tipik, BAMBI, Houari, ACHIM, Mosta, Sey, Lil Jah Prod, Bakaliv, Mzed, Kamikaz, KLS & Le K                                                                                           |  |
| 2. | Freestyle part. 3 | TK, Moubarak, Veazy, Dika, Metah, Makiavel, Kilam Salman, Oussagaza, Kemano, Friz, Bano, OMR, Gravou, Gambino, El Matador, Le Loup, Messao, AM La Scampia & R.E.D.K                                                                                              |  |
| 3. | Freestyle part. 4 | Drime, Sysa, Dadinho, Djiha, Hiitch, 2Bang, Laniac, DerK16, Teddy, Zak, Tazz, Dibson, Mino, Le RR, Tony la famille, Hollis L’Infâme, Lebeey, Nic, Benny, Abdii, D'la SF, Stony Stone, JMK$, Tiki's, Steban & Rachton Alacho                                      |  |
| 4. | Freestyle part. 5 | Manny, Sauzer, miklo, Bilk, D.H., Jocksmoke, Menotte, Banguiz, Reso, Fahar, Stone Black, Tonyno, Le Tatooe, Miaouss, Idriss, Mika LS, Janis, DeSouza, Leo, HKM, Bigdada, K.Mikaz, Toto, Costello, Ghost Dog, Saliente, L'as, Zaka Lavista, Belir & Khalid-Kelkal |  |
| 5. | Freestyle part. 6 | Sheir, Kalash l’Afro, Picrate, Belek, Boss One, Allen Akino, Relo, smy, Lorenzo la Rafale, Cacou, Léa Castel, JOZAR, Brigante, Mena, 100VISAGES, BENE6T, Gino1313, K6M, FGZ, Sparrow, Jo Popo, S.A.T., Raisse & Le Rat Luciano                                   |  |
| 6. | Freestyle part. 7 | Solda, YAS, NIB, Fadatcher, Laetitia Bay, Proces Verbal, Wanted, Jierka, Kid, Kolo la R, L.O., Jhonson, Zino Rue, Namor, Zino La Swija, Loco, K-Ra & A-Deal |  |

## Titres certifiés
- Bande organisée 2  Or[7]

## Clips vidéo
- Bande organisée 2 : 15 août 2024
- Freestyle 13 Organisé 2 : 4 octobre 2024

## Classements et certifications

### Classement
| Classement | Meilleure Position |
| ---------- | ------------------ |
| France     | 2                  |
| Belgique   | 50                 |

### Certifications et ventes
| Région        | Certification | Ventes/Streams |
| ------------- | ------------- | -------------- |
| France (SNEP) | Or            | —              |